# Aeroporto di Edimburgo
L'Aeroporto di Edimburgo (IATA: EDI, ICAO: EGPH) è un scalo aeroportuale britannico situato a Edimburgo in Scozia. È stato il più trafficato della zona con il transito di 9.046.900 passeggeri fatti registrare nel 2009. È stato anche il settimo aeroporto per traffico passeggeri in Gran Bretagna e il quinto per movimento di aeromobili. È situato a circa 9 km dal centro della città ed è vicino al passaggio dell'autostrada M8.

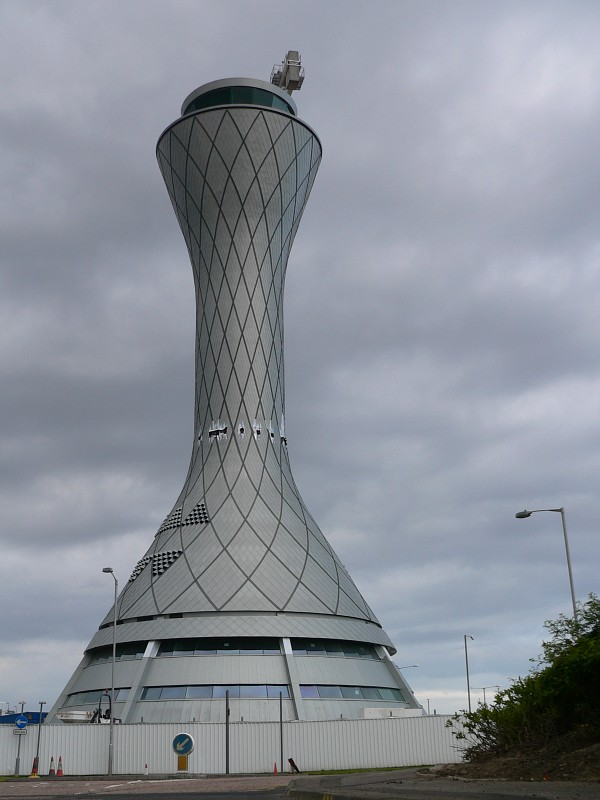
Torre di controllo dell'aeroporto.

L'aeroporto è un hub per le compagnie EasyJet e Ryanair, e lo è stato per la compagnia Flyglobespan fino al suo fallimento alla fine del 2009.
L'edificio del terminal attuale, progettato da Robert Matthew, è stato costruito nel 1977 ed è stato ampliato negli ultimi anni con l'ingrandimento dell'area parcheggi e della hall della zona degli arrivi. Una nuova torre di controllo è stata completata nel 2005. Ci sono importanti progetti per espandere ulteriormente lo scalo.

## Statistiche
Questo grafico non è disponibile a causa di un problema tecnico.
Si prega di non rimuoverlo.
Vedi la query Wikidata di origine.